# Heiko Girnth
Heiko Girnth (* 16. Januar 1964 in Frankfurt am Main) ist ein deutscher Germanist.

## Leben
Er studierte Deutsche Philologie, Philosophie und Vergleichende Sprachwissenschaft an der Johannes Gutenberg-Universität Mainz und erlangte 1989 den Magister Artium. 1992 promovierte er in Mainz und war am dortigen Deutschen Institut als wissenschaftlicher Mitarbeiter tätig. Nach der Habilitation 1999 an der Universität Mainz wurde er außerplanmäßiger Professor in Marburg.
Seine Forschungsschwerpunkte sind Variationslinguistik, Dialektologie, Politolinguistik, Grammatikalisierung, Textlinguistik und Pragmatik.

## Schriften (Auswahl)
- Einstellung und Einstellungsbekundung in der politischen Rede. Eine sprachwissenschaftliche Untersuchung der Rede Philipp Jenningers vom 10. November 1988. Frankfurt am Main 1993, ISBN 3-631-45967-X.
- Untersuchungen zur Theorie der Grammatikalisierung am Beispiel des Westmitteldeutschen. Tübingen 2000, ISBN 3-484-31223-8.
- mit Sascha Michel (Hg.): Polit-Talkshows - Bühnen der Macht. Ein Blick hinter die Kulissen. Bouvier, Bonn 2009, ISBN 978-3-416-03280-3.
- Sprache und Sprachverwendung in der Politik. Eine Einführung in die linguistische Analyse öffentlich-politischer Kommunikation. Berlin 2015, ISBN 3-11-033800-9.
- mit Sascha Michel (Hg.): Polit-Talkshow. Interdisziplinäre Perspektiven auf ein multimodales Format. Stuttgart 2015, ISBN 3-89821-923-2.
- mit Andy Alexander Hofmann: Politolinguistik (= Literaturhinweise zur Linguistik, Bd. 4). Winter, Heidelberg 2016, ISBN 978-3-8253-6603-2.